# واین (آلاباما)
واین (به انگلیسی: Wayne) یک منطقهٔ مسکونی در ایالات متحده آمریکا است که در شهرستان مرنگو، آلاباما واقع شده‌است. واین ۸۲٫۹۱ متر بالاتر از سطح دریا واقع شده‌است.